# Touïmazy
Touïmazy (en russe : Туймазы) est une ville de la république de Bachkirie, en Russie, dans le raïon de Baïmak. Sa population s'élevait 68 587 habitants en 2019.

## Géographie
Touïmazy est arrosée par la rivière Oussen, un affluent de l'Ik, dans le bassin de la Kama. Elle se trouve à 18 km au nord-est d'Oktiabrski, à 152 km à l'ouest d'Oufa et à 1 028 km à l'est de Moscou.

## Histoire
Touïmazy est né en 1910-1912 lors de la construction de la voie ferrée Simbirsk – Oufa et a été nommé d'après le nom du village voisin (aujourd'hui Stariïe Touïmazy). La localité a pris un essor important après la découverte d'un gisement de pétrole en 1937. La localité accéda au statut de commune urbaine le 4 janvier 1937 puis à celui de ville le 5 février 1960.

## Population

### Démographie
Recensements (*) ou estimations de la population
| 1939* | 1959*  | 1970*  | 1979*  | 1989*  | 2002*  | 2010*  | 2012   |
| ----- | ------ | ------ | ------ | ------ | ------ | ------ | ------ |
| 9 220 | 23 408 | 37 021 | 43 670 | 57 887 | 66 687 | 66 836 | 66 924 |

| 2013   | 2014   | 2015   | 2016   | 2017   | 2018   | 2019   | 2020 |
| ------ | ------ | ------ | ------ | ------ | ------ | ------ | ---- |
| 67 088 | 67 587 | 68 037 | 68 340 | 68 410 | 68 256 | 68 587 | -    |

### Nationalités
Selon le recensement de 2010, la population de Touïmazy se composait de :
- 46,8 % de Tatars ;
- 25,2 % de Russes ;
- 22,0 % de Bachkirs ;
- 2,1 % de Maris ;
- 1,7 % de Tchouvaches.